# Deutz AG

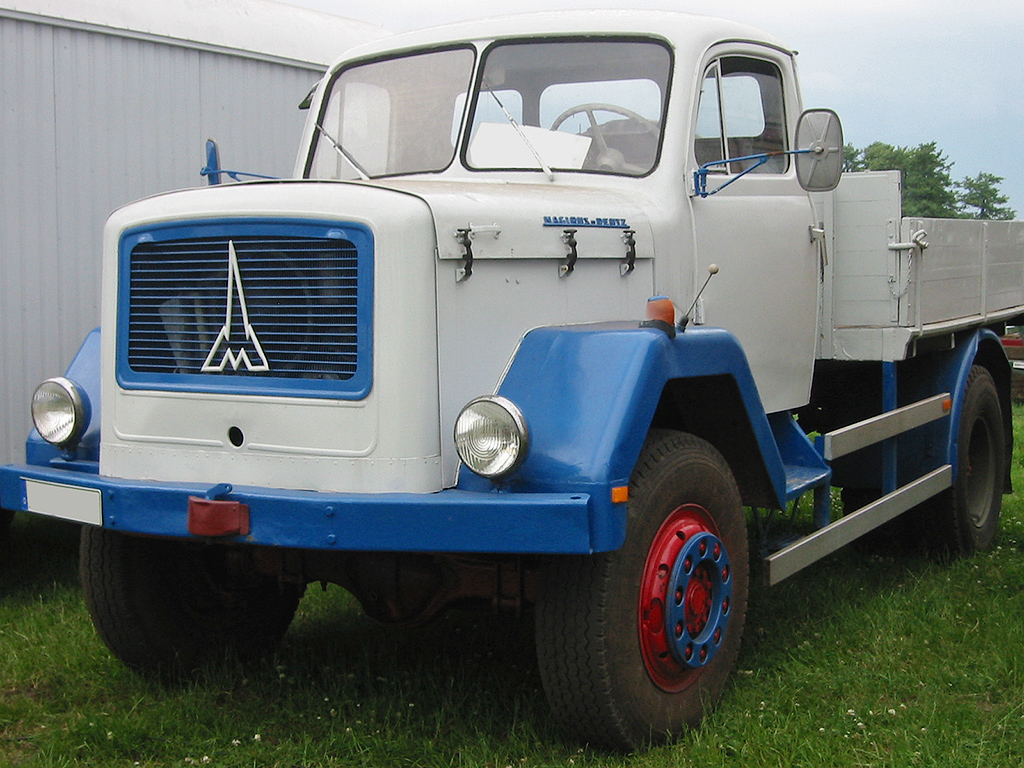
Lastbil från Magirus-Deutz.

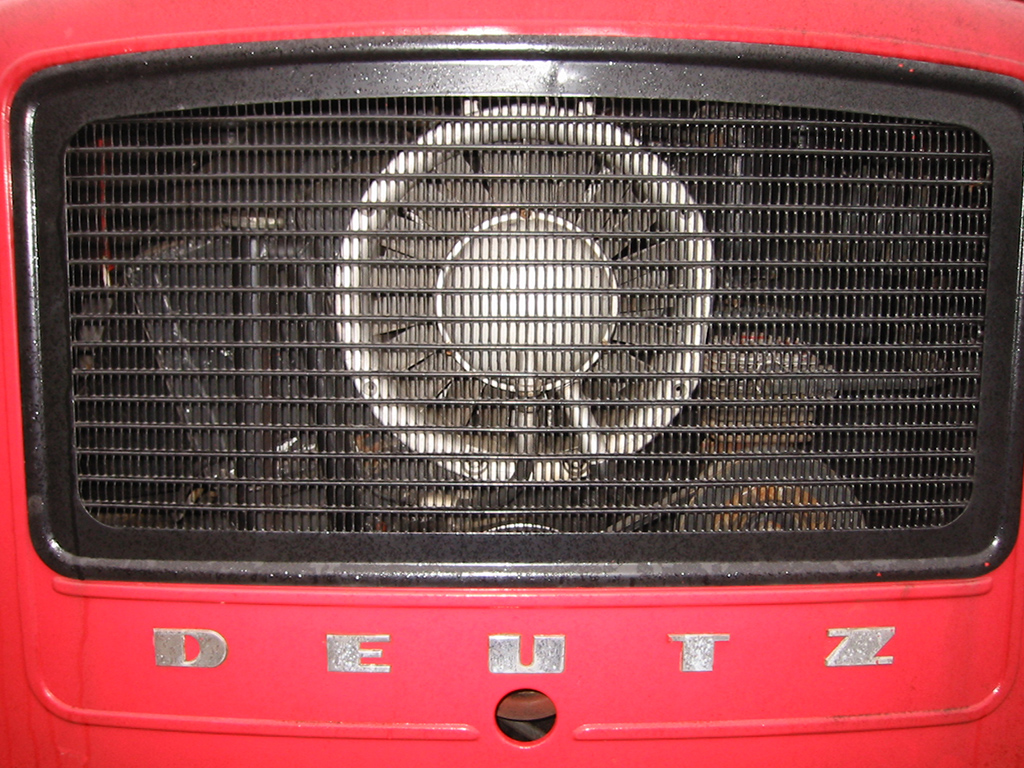
Deutz typiska luftkylda motortyp.

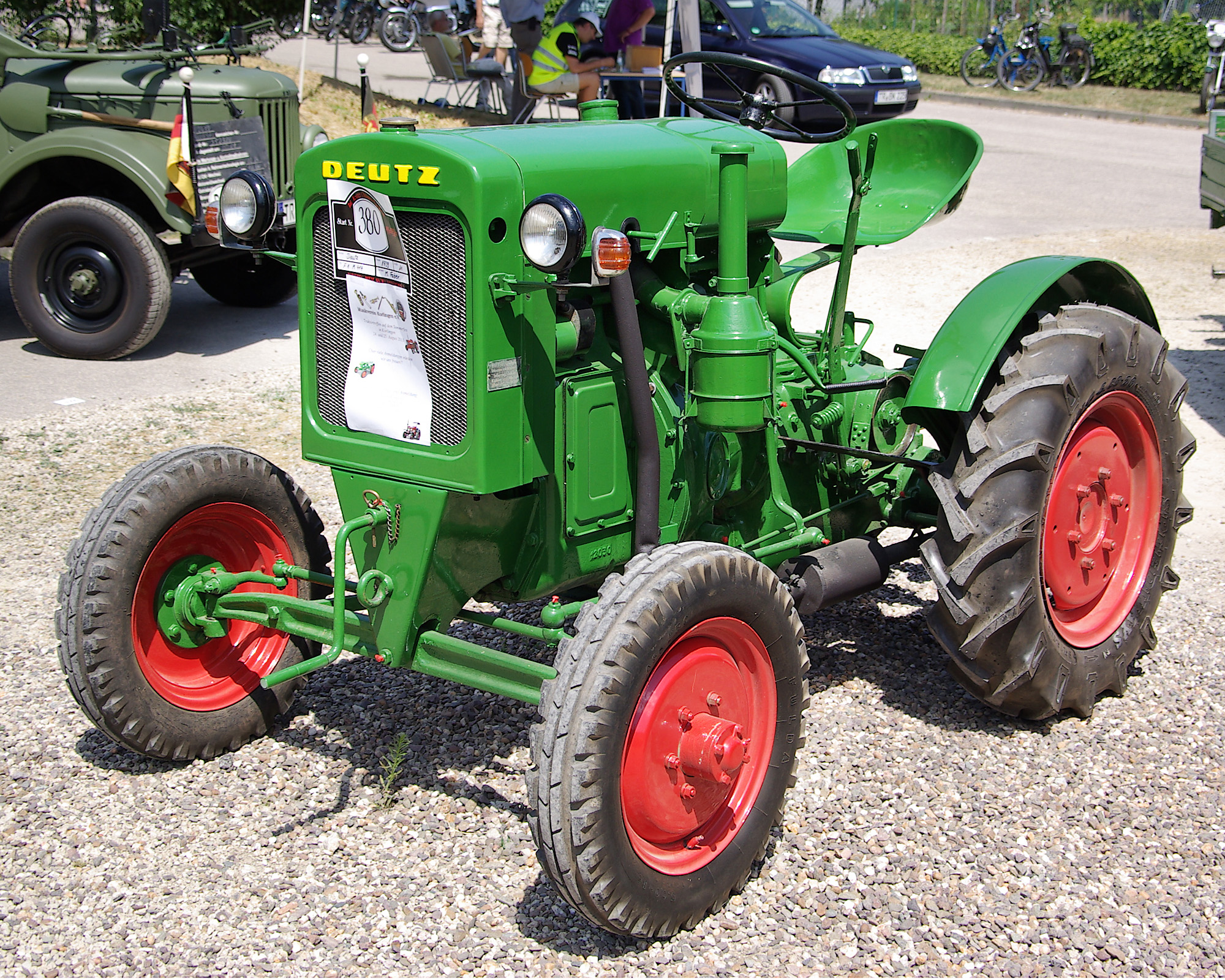
Deutz F1M 414 (1939)

Deutz AG är en tysk motortillverkare med säte i Köln, tidigare nyttofordonstillverkare (lastbilar, bussar, traktorer). Företaget har genom åren använt flera olika namn på sina produkter: KHD för Klöckner-Humboldt-Deutz AG och Magirus-Deutz. Företaget är känt för sina luftkylda dieselmotorer.

## Historia

### Otto och Langen bildar Deutz
Deutz är en av världens äldsta motortillverkare och grundades 1864 av motorpionjären Nikolaus Otto och Eugen Langen som N. A. Otto & Cie. 1869 flyttade man ut från Köln till förorten Deutz för att få tillräckligt med fabriksyta. 1872 togs namnet Gasmotoren-Fabrik Deutz AG. Företagets hade vid den här tiden medarbetare som Gottlieb Daimler och Wilhelm Maybach. 1876 började man tillverka Nikolaus Ottos fyrtaktsmotorer - den så kallade ottomotorn.

### Fusioner till Klöckner-Humboldt-Deutz
1930 slogs Deutz samman med Humboldt AG och bildade Humboldt-Deutz. 1936 tog man över Magirus varpå lastbilar under namnet Magirus-Deutz började tillverkas. Företagen kompletterade varandra där Deutz stod för motorer och Magirus för fordonstillverkningen. 1938 bildade man ett samarbete med Klöckner varpå Klöckner-Humboldt-Deutz AG (KHD) bildades.
Under kriget ställdes fabrikerna om till krigsproduktion. Fabrikerna förstördes av allierade bombräder. Efter kriget byggdes verksamheten upp igen och lastbilar började åter säljas under namnet Magirus-Deutz. Företaget avancerade till att bli en av de största nyttofordonstillverkarna i Västtyskland.
I slutet av 1960-talet blev tiderna sämre för den tyska fordonsindustrin och många märken försvann genom uppköp. KHD valde att leta efter en samarbetspartner till Magirus-Deutz. Man inledde först ett samarbete som kallades De fyras klubb med Volvo, DAF och Saviem. KHD bildade sedan tillsammans med Fiat Iveco som Magirus-Deutz blev en del av. Fiat ägde en majoritet av aktierna. KHD:s satsningar på motortillverkningen gjorde att man sålde av hela sitt aktieinnehav i Iveco varpå Magirus-Deutz försvann som lastbilsmärke.

### Dagens Deutz AG
Idag koncentrerar sig Deutz helt på motortillverkning. 1995 tog man åter namnet Deutz (Deutz-Fahr) och sålde samtidigt av tillverkningen av jordbruksfordon till SAME-gruppen. 2003 ingicks ett samarbete med SAME Deutz-Fahr. Deutz har under senare[när?] haft finansiella problem och har därför lanserat olika åtgärdspaket för att åter bli ett lönsamt företag.[källa behövs]
Från 2012 var AB Volvo största enskilda aktieägare med ett innehav av 25,0 %.[källa behövs] 7 juli 2017 sålde AB Volvo hela sitt innehav om 30,2 miljoner aktier i Deutz.

## Tillverkningsorter
- Köln
- Mannheim
- Ulm